# Alicia (Zamboanga Sibugay)
Alicia (Bayan ng Alicia) är en kommun i Filippinerna. Kommunen ligger på ön Mindanao, och tillhör provinsen Zamboanga Sibugay. Folkmängden uppgår till 29 954 invånare.

## Barangayer
Alicia indelas i 27 barangayer.
| - Alegria - Bagong Buhay - Bella - Calades - Concepcion - Dawa-dawa - Gulayon - Ilisan - Kapatagan | - Kauswagan - Kawayan - La Paz - Lambuyogan - Lapirawan - Litayon - Lutiman - Milagrosa (Baluno) - Naga-naga | - Pandan-pandan - Payongan - Poblacion - Santa Maria - Santo Niño - Talaptap - Tampalan - Tandiong Muslim - Timbang-timbang |